# Argumentum a minore ad maius
Der Schluss argumentum a minore ad maius kennzeichnet in der juristischen Methodenlehre den Schluss vom Kleineren auf das Größere: In einer enger gefassten Regelanordnung (typischerweise eine Verbotsanordnung) ist die weitergehende Anordnung enthalten.
Der umgekehrte und allgemein bekanntere Schluss argumentum a maiore ad minus ist ebenfalls möglich und nimmt in methodologischen Darstellungen zu den beiden Schlüssen üblicherweise breiteren Raum ein; die Bedeutung des argumentum a maiore ad minus ist in der Rechtswissenschaft ungleich größer. Es handelt sich bei beiden um Anwendungsfälle des Erst-recht-Schlusses, auch argumentum a fortiori genannt.

## Beispiel
Beispiele für ein argumentum a minore ad maius:
„Wenn es verboten ist, zu zweit auf einem Fahrrad zu fahren, ist es erst recht verboten, zu dritt auf einem Fahrrad zu fahren.“
„Kann eine betrügerische Vermögensschädigung um 50.000,00 EUR nach einem Gerichtsurteil als besonders schwerer Betrug strafbar sein, gilt dies für größere Schäden erst recht.“
Zu § 622 BGB: „Wenn eine vierwöchige Kündigungsfrist für die Kündigung gegenüber einem Arbeitnehmer zulässig ist, ist eine Kündigung mit dreimonatiger Kündigungsfrist erst recht zulässig.“

## Sonstiges
- Latein im Recht